# Saint-Pierremont (Aisne)
Saint-Pierremont ist eine französische Gemeinde mit 40 Einwohnern (Stand 1. Januar 2022)  im Département Aisne in der Region Hauts-de-France. Sie gehört zum Arrondissement Laon, zum Kanton Marle und zum Gemeindeverband Pays de la Serre.

## Lage
Die Gemeinde Saint-Pierremont liegt an der oberen Serre in der Landschaft Thiérache, 19 Kilometer nordöstlich von Laon. Nachbargemeinden von Saint-Pierremont sind La Neuville-Bosmont im Westen, Bosmont-sur-Serre im Westen und Nordwesten, Tavaux-et-Pontséricourt im Nordosten und Osten, Montigny-le-Franc im Südosten sowie von den im Kanton Guignicourt gelegenen Gemeinden Ébouleau im Süden sowie Goudelancourt-lès-Pierrepont im Südwesten.

## Bevölkerungsentwicklung
| Jahr                       | 1962 | 1968 | 1975 | 1982 | 1990 | 1999 | 2007 | 2015 | 2022 |
| Einwohner                  | 98   | 86   | 70   | 64   | 60   | 62   | 59   | 46   | 40   |
| Quellen: Cassini und INSEE |      |      |      |      |      |      |      |      |      |

## Sehenswürdigkeiten
- Kirche Saint-Pierre
- Bauernhof Saint-Antoine aus dem 13. Jahrhundert, Monument historique seit 1988[1]

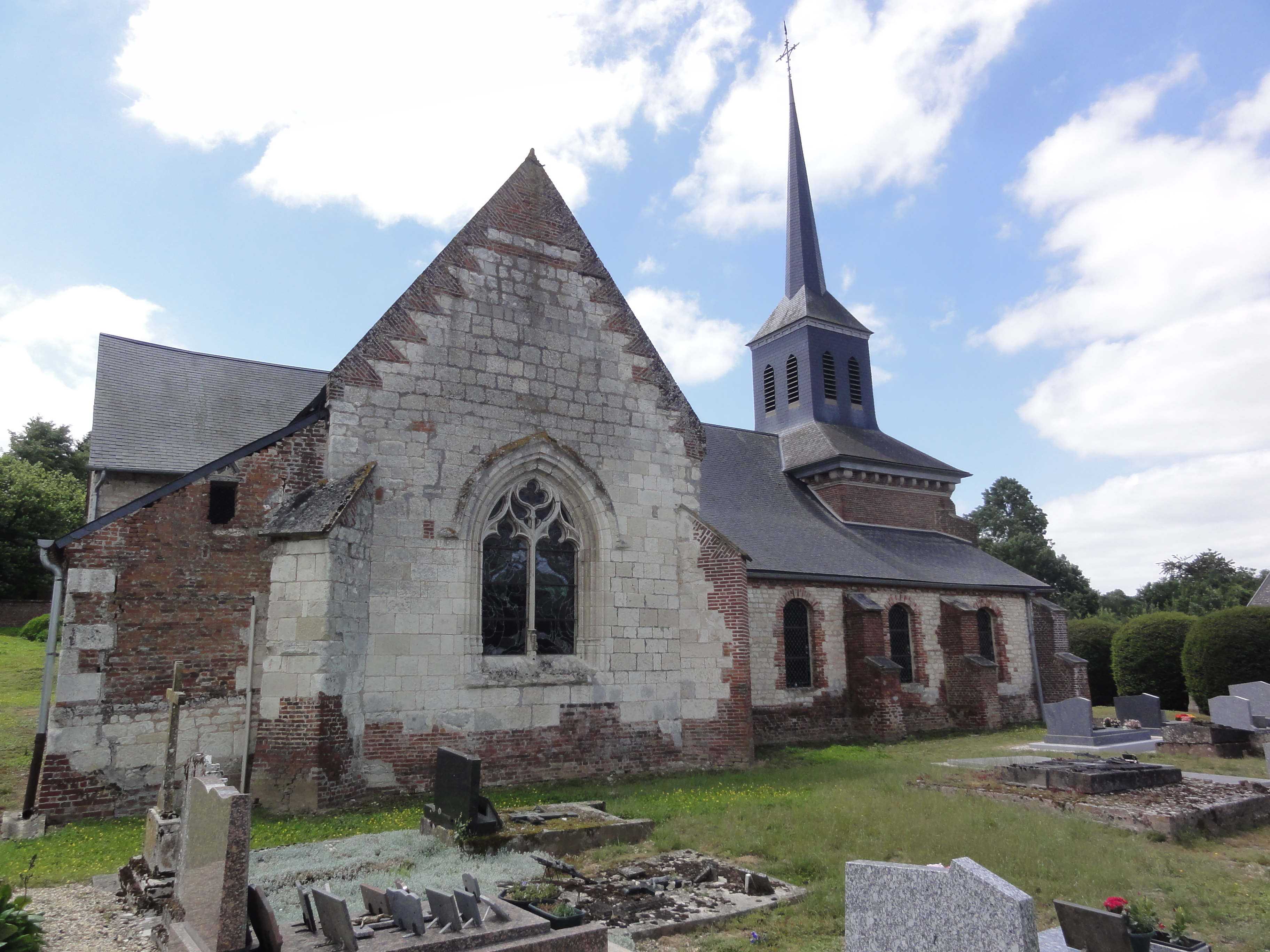
Kirche Saint-Pierre
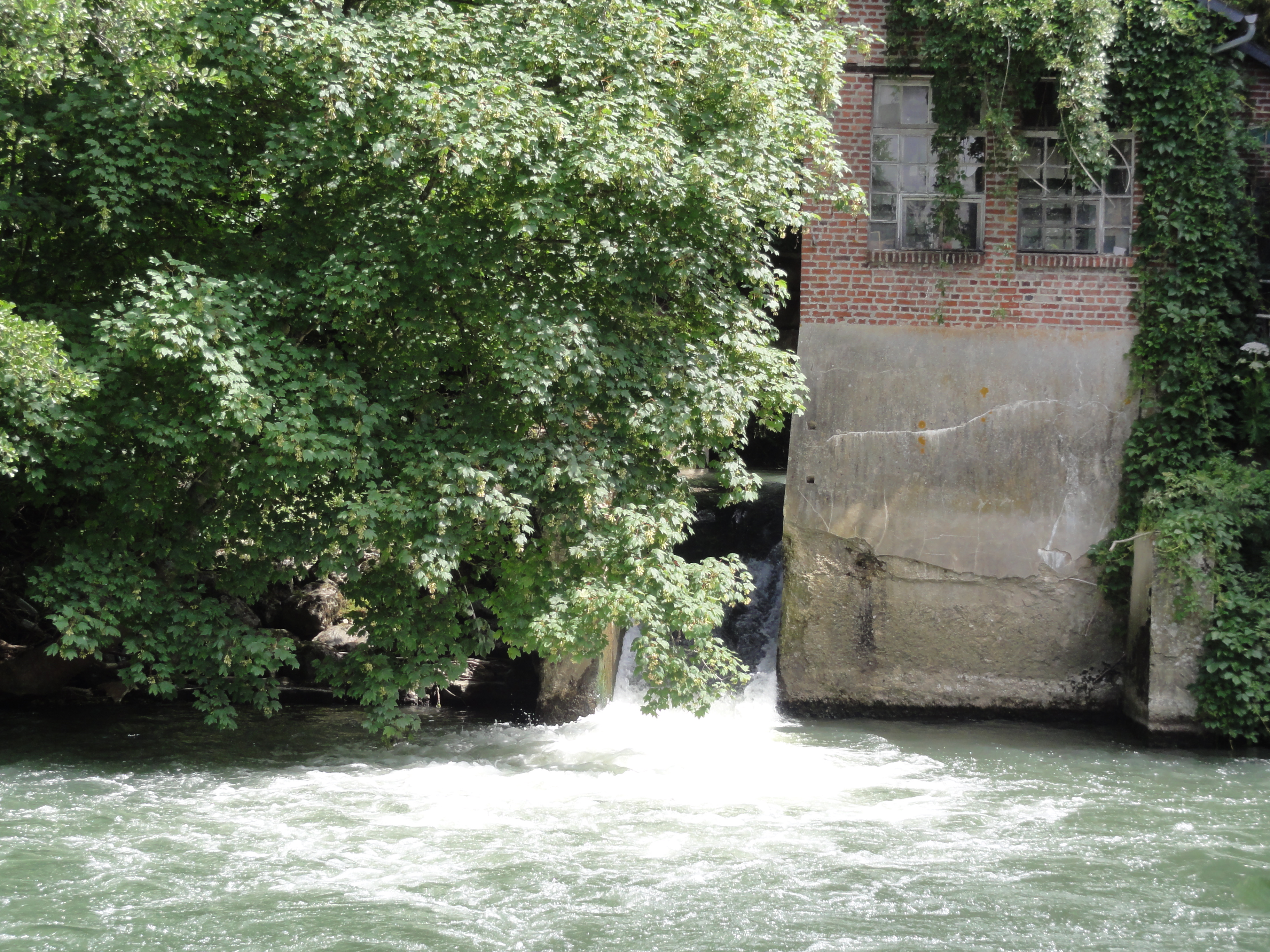
Wassermühle
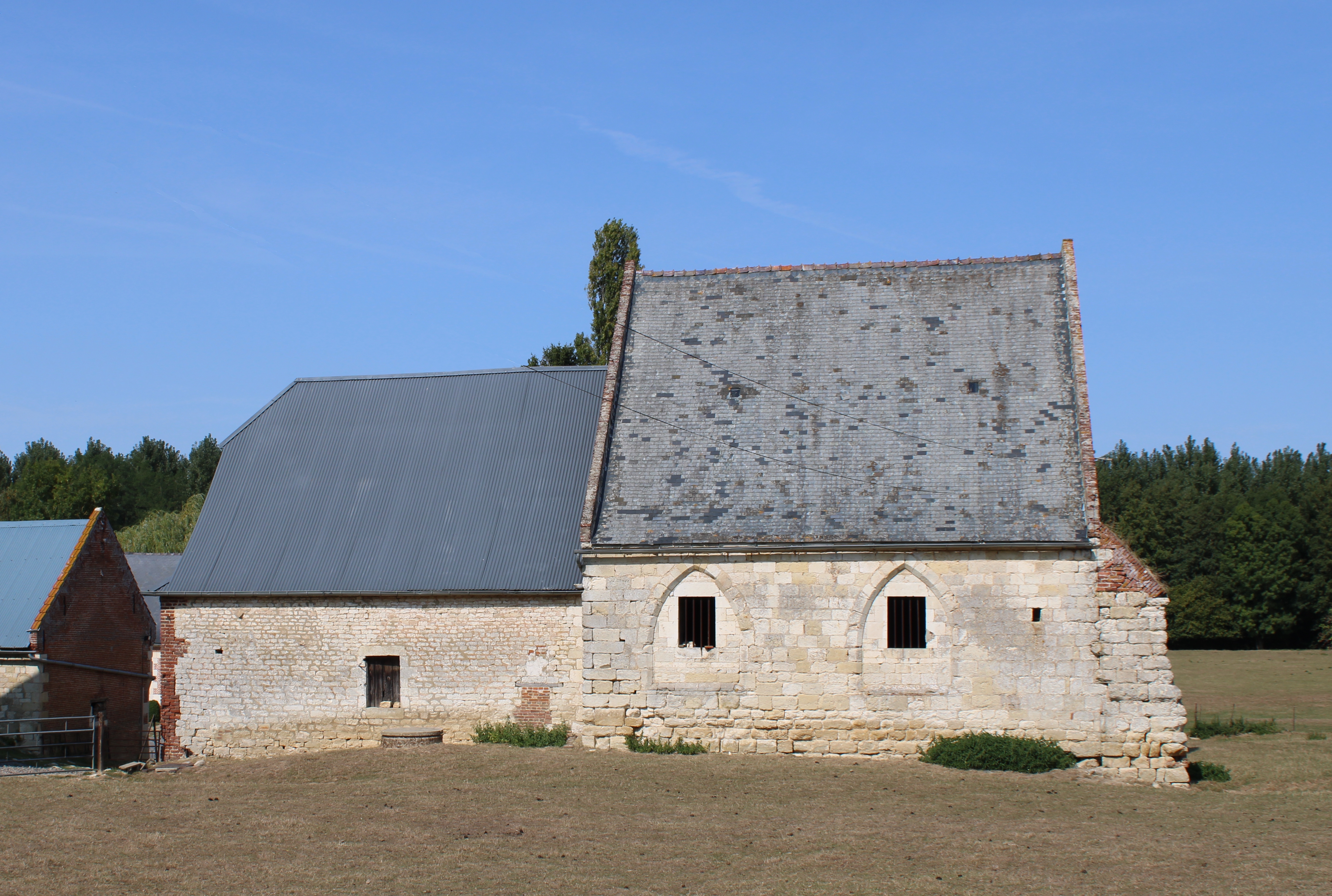
Bauernhof Saint-Antoine
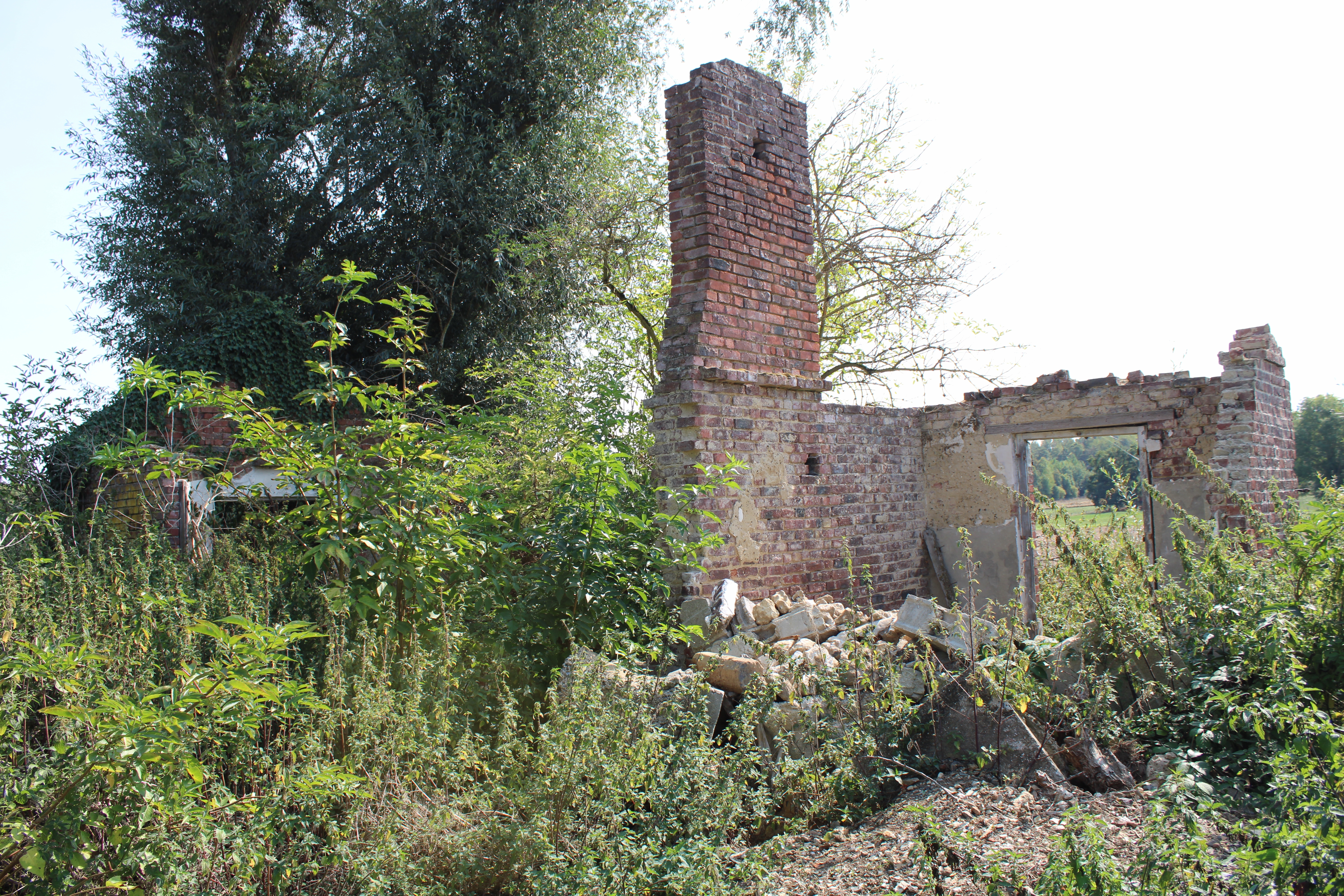
Ruinen des ehemaligen Bahnhofs
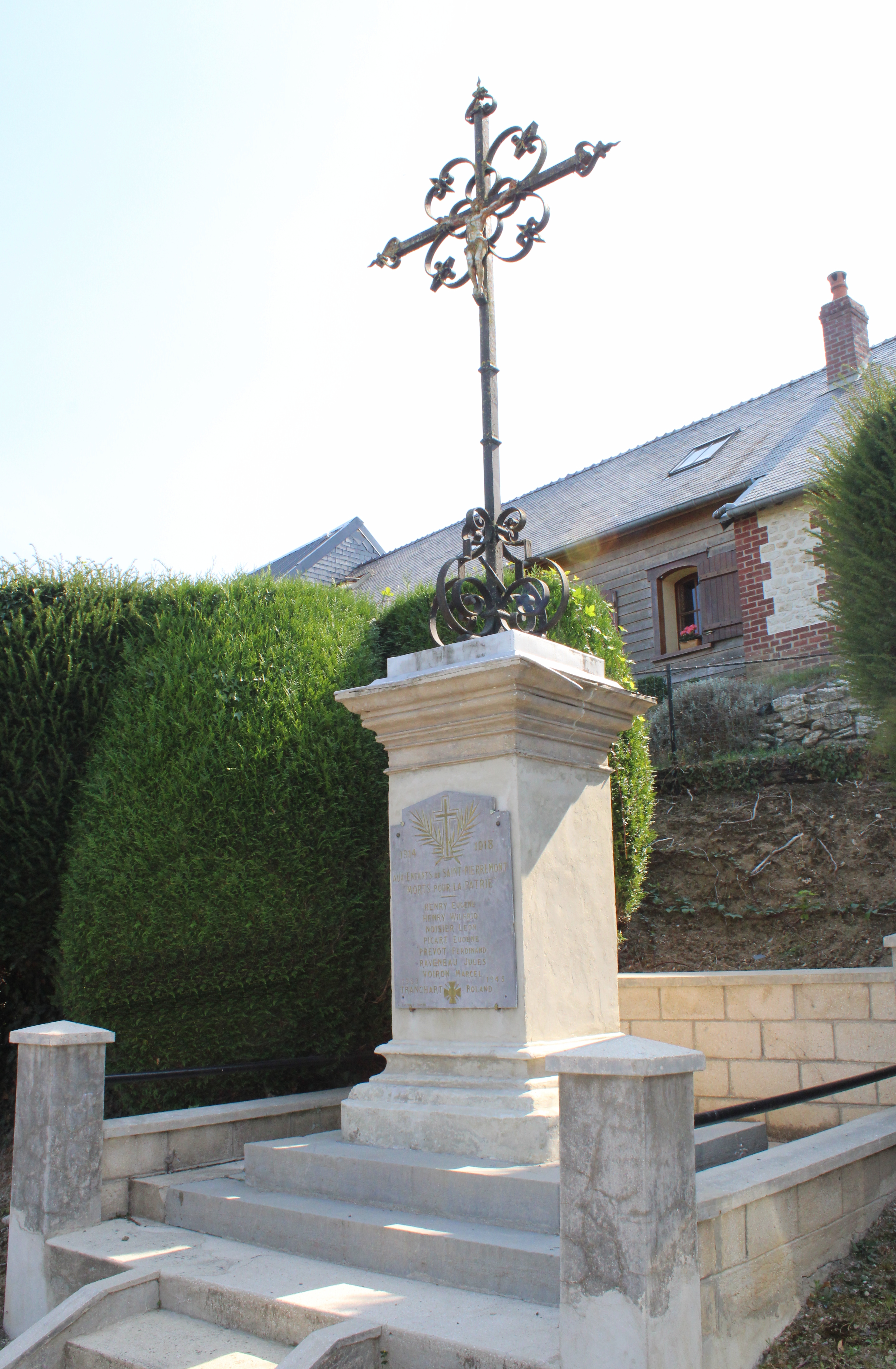
Gefallenendenkmal